# Alexander Baumjohann
Alexander Baumjohann (Waltrop, 1987. január 23. –) német labdarúgó, a brazil Coritiba középpályása.

## Pályafutása
Baumjohann pályafutását szülővárosa csapatában, a Teutonia Waltropban kezdte 1991-ben, 2000 nyarán csatlakozott a Schalke 04-hez. Egyre feljebb lépkedett a klub képzeletbeli ranglistáján és 2004. nyarán kerül fel az első csapathoz. Mindössze két alkalommal lépett pályára az első csapatban, 2007 januárjában a Mönchengladbachhoz szerződött. 2007. január 27-én már be is mutatkozott új klubjában az Energie Cottbus ellen. A 'Gladbachból került be a U21-es válogatottba is.
2009 júliusában a Bayern Münchenhez szerződött, de mindössze fél év után visszatért a Schalkéhoz. A gelsenkircheni csapattal megnyerte a DFB-kupát, majd a szuperkupát is.
2012. augusztus 21-én Baumjohann egy évre a másodosztályú Kaiserslauternbe igazolt. A csapatban játszott 27. meccsén 6. gólját lőtte, nagyszerű szabadrúgásból talált be a Hoffenheim elleni Bundesliga-osztályozón.
2013. június 8-án Baumjohann elhagyta az osztályozót elvesztő 'Lauternt és a feljutó Hertha BSC-hez igazolt, a fővárosiakhoz három évre írt alá. Új klubjában a 9-es mezt kapta. 2014 nyarán egy edzésen keresztszalag-szakadást szenvedett.
2017 júliusában a brazil Coritiba csapatához szerződött.

## Statisztikák
| Klubteljesítmény                     | Klubteljesítmény                     | Klubteljesítmény                     | Bajnokság | Bajnokság | Kupa  | Kupa | Ligakupa | Ligakupa | Európa | Európa | Egyéb | Egyéb | Összesen | Összesen | F.            |
| Klub                                 | Bajnokság                            | Szezon                               | Meccs     | Gól       | Meccs | Gól  | Meccs    | Gól      | Meccs  | Gól    | Meccs | Gól   | Meccs    | Gól      | F.            |
| Németország                          | Németország                          | Németország                          | Bajnokság | Bajnokság | Kupa  | Kupa | Ligakupa | Ligakupa | Európa | Európa | Egyéb | Egyéb | Összesen | Összesen | F.            |
| ------------------------------------ | ------------------------------------ | ------------------------------------ | --------- | --------- | ----- | ---- | -------- | -------- | ------ | ------ | ----- | ----- | -------- | -------- | ------------- |
| Schalke 04                           | Bundesliga                           | 2004–05                              | 0         | 0         | 0     | 0    | —        | —        | 0      | 0      | —     | —     | 0        | 0        | [ 9 ] [ 10 ]  |
| Schalke 04                           | Bundesliga                           | 2005–06                              | 1         | 0         | 0     | 0    | 0        | 0        | 1      | 0      | —     | —     | 2        | 0        | [ 11 ]        |
| Schalke 04                           | Bundesliga                           | 2006–07                              | 1         | 0         | 0     | 0    | 1        | 0        | 0      | 0      | —     | —     | 2        | 0        | [ 12 ]        |
| Schalke 04 összesen                  | Schalke 04 összesen                  | Schalke 04 összesen                  | 2         | 0         | 0     | 0    | 1        | 0        | 1      | 0      | —     | —     | 4        | 0        | —             |
| Borussia Mönchengladbach II          | Regionalliga Nord                    | 2006–07                              | 2         | 0         | —     | —    | —        | —        | —      | —      | —     | —     | 2        | 0        | [ 12 ]        |
| Borussia Mönchengladbach             | Bundesliga                           | 2006–07                              | 3         | 0         | 0     | 0    | —        | —        | —      | —      | —     | —     | 3        | 0        | [ 12 ]        |
| Borussia Mönchengladbach             | 2. Bundesliga                        | 2007–08                              | 1         | 0         | 0     | 0    | —        | —        | —      | —      | —     | —     | 1        | 0        | [ 13 ]        |
| Borussia Mönchengladbach             | Bundesliga                           | 2008–09                              | 28        | 3         | 2     | 0    | —        | —        | —      | —      | —     | —     | 30       | 3        | [ 14 ]        |
| Borussia Mönchengladbach II          | Regionalliga West                    | 2008–09                              | 2         | 1         | —     | —    | —        | —        | —      | —      | —     | —     | 2        | 1        | [ 14 ]        |
| Borussia Mönchengladbach összesen    | Borussia Mönchengladbach összesen    | Borussia Mönchengladbach összesen    | 32        | 3         | 2     | 0    | 0        | 0        | 0      | 0      | —     | —     | 34       | 3        | —             |
| Borussia Mönchengladbach II összesen | Borussia Mönchengladbach II összesen | Borussia Mönchengladbach II összesen | 4         | 1         | —     | —    | —        | —        | —      | —      | —     | —     | 4        | 1        | —             |
| Bayern München                       | Bundesliga                           | 2009–10                              | 3         | 0         | 1     | 0    | —        | —        | 0      | 0      | —     | —     | 4        | 0        | [ 15 ]        |
| Bayern München II                    | 3. Liga                              | 2009–10                              | 3         | 0         | —     | —    | —        | —        | —      | —      | —     | —     | 3        | 0        | [ 15 ]        |
| Schalke 04                           | Bundesliga                           | 2009–10                              | 11        | 0         | 2     | 0    | —        | —        | —      | —      | —     | —     | 13       | 0        | [ 15 ]        |
| Schalke 04                           | Bundesliga                           | 2010–11                              | 9         | 0         | 0     | 0    | —        | —        | 4      | 0      | 0     | 0     | 13       | 0        | [ 16 ]        |
| Schalke 04 II                        | Regionalliga West                    | 2010–11                              | 4         | 0         | —     | —    | —        | —        | —      | —      | —     | —     | 4        | 0        | [ 16 ]        |
| Schalke 04                           | Bundesliga                           | 2011–12                              | 8         | 0         | 2     | 0    | —        | —        | 6      | 0      | 1     | 0     | 17       | 0        | [ 17 ] [ 18 ] |
| Schalke 04 összesen                  | Schalke 04 összesen                  | Schalke 04 összesen                  | 28        | 0         | 4     | 0    | —        | —        | 10     | 0      | 1     | 0     | 43       | 0        | —             |
| Schalke 04 II összesen               | Schalke 04 II összesen               | Schalke 04 II összesen               | 4         | 0         | —     | —    | —        | —        | —      | —      | —     | —     | 4        | 0        | —             |
| 1. FC Kaiserslautern                 | 2. Bundesliga                        | 2012–13                              | 25        | 5         | 1     | 0    | —        | —        | —      | —      | 2     | 1     | 28       | 1        | [ 19 ]        |
| Hertha BSC II                        | Regionalliga Nordost                 | 2013–14                              | 1         | 0         | —     | —    | —        | —        | —      | —      | —     | —     | 1        | 0        | [ 20 ]        |
| Hertha BSC                           | Bundesliga                           | 2013–14                              | 9         | 0         | 1     | 0    | —        | —        | —      | —      | —     | —     | 10       | 0        | [ 20 ]        |
| Hertha BSC                           | Bundesliga                           | 2014–15                              | 0         | 0         | 0     | 0    | —        | —        | —      | —      | —     | —     | 0        | 0        | [ 21 ]        |
| Hertha BSC összesen                  | Hertha BSC összesen                  | Hertha BSC összesen                  | 9         | 0         | 1     | 0    | —        | —        | 0      | 0      | 0     | 0     | 10       | 0        | —             |
| Hertha BSC II összesen               | Hertha BSC II összesen               | Hertha BSC II összesen               | 1         | 0         | —     | —    | —        | —        | —      | —      | —     | —     | 1        | 0        | —             |
| Karrierje során összesen             | Karrierje során összesen             | Karrierje során összesen             | 111       | 9         | 9     | 0    | 1        | 0        | 11     | 0      | 3     | 1     | 135      | 10       | —             |
| 2014. július 24. szerint             |                                      |                                      |           |           |       |      |          |          |        |        |       |       |          |          |               |

## Sikerei, díjai

### Klubcsapatban
Schalke 04
- DFB-kupa: 2010–11
- DFL-szuperkupa: 2011